# Галган Рідель
Галган Ріде́ль (лат. Gualganus Ridello), герцог Гаетанський (з кінця 1080—1091) під сюзеренітетом князя Капуанського, син герцога Ринальдо.
Під час його правління тривав політичний поділ між містом Гаетою, яке мало свій власний міський уряд. Галган і далі керував сільськими поселеннями герцогства, перебуваючи у замку в Понтекорво.